# Tra matrimoni e divorzi
Tra matrimoni e divorzi (For Better or for Worse) è un film televisivo del 2014 diretto da Marita Grabiak, con protagonisti Lisa Whelchel e Antonio Cupo.

## Trama
Wendy è una brillante organizzatrice di matrimoni, che si sta abituando alla sua nuova vita da single, dopo la morte del marito. Dopo un periodo di sofferenza, assume la direzione di un'azienda di coordinamento di matrimoni. Ma i suoi affari sono sfidati da Marco, un affascinante avvocato divorzista che apre uno studio proprio accanto al suo. I due si ritrovano a passare sempre più tempo insieme a causa del fidanzamento dei loro figli.

## Produzione
Le riprese del film si sono svolte in Canada, nella città di Vancouver.